# Peter Schuster (Schriftsteller)
Peter Schuster (* 15. August 1945 in Wiener Neustadt; † 7. Mai 1992 ebenda) war ein österreichischer Schriftsteller.

## Leben
Peter Schuster studierte Theaterwissenschaft und wurde Journalist.
Nach ihm ist die Peter-Schuster-Gasse in Wiener Neustadt benannt.

## Dramen
- Orpheus.
- mit Peter Zumpf: Die Stunde der Spieler.

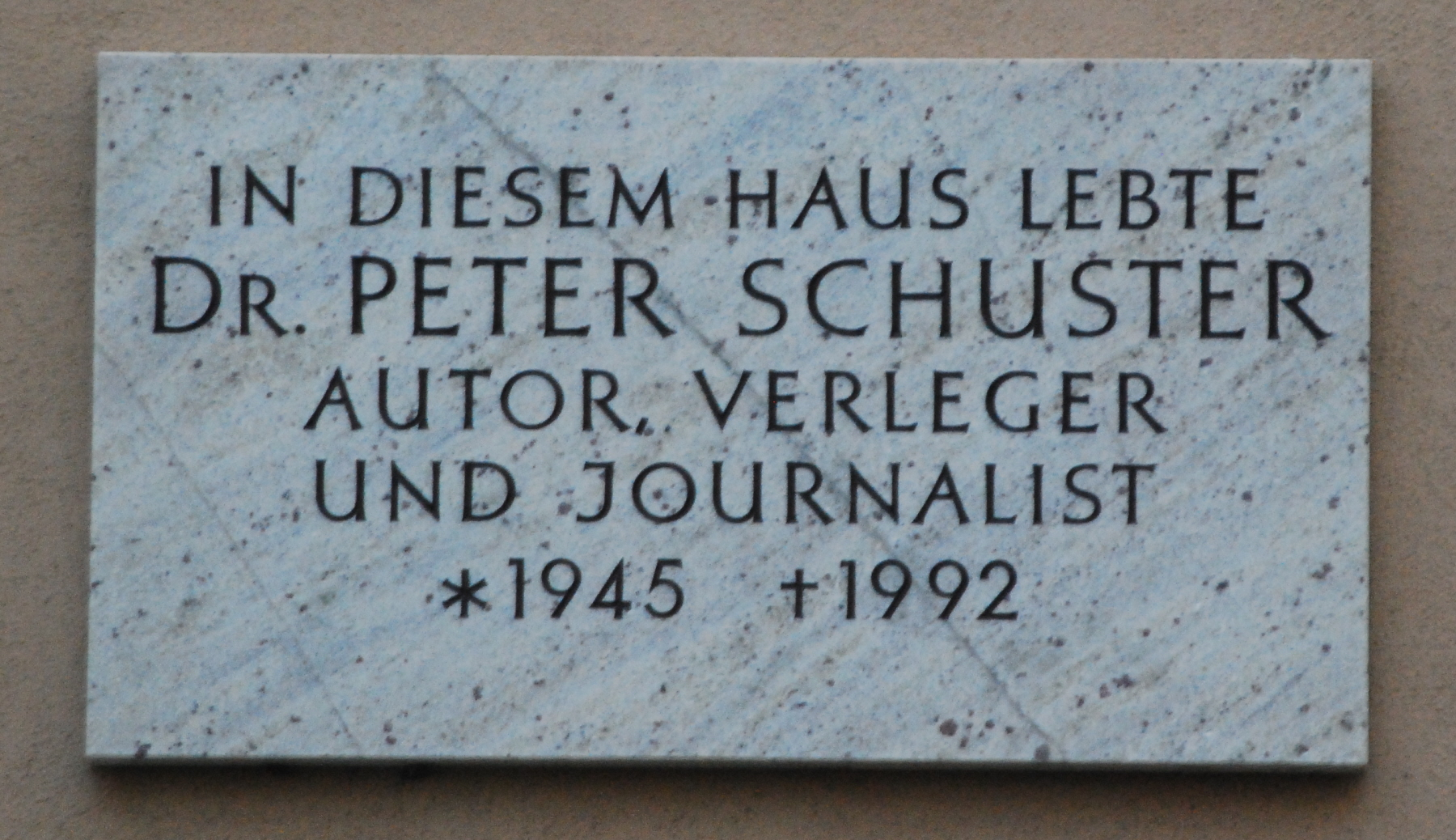
Gedenktafel in Wiener Neustadt

## Publikationen
- Weinstein. Roman.
- Komm mit mir nach Bremen. Roman.
- (Hrsg.): Die Dichter. Eine Wiener Neustädter Anthologie. Literatur aus 15 Jahren. Die Dichter: Erhard Bauer (* 1954), Manfred Chobot, Jeannie Ebner, Heinrich Eggerth, Karl Flanner, Siegfried Freiberg, Günter Glantschnig, Elfriede Haslehner, Johann Herzog (* 1964), Kurt Ingerl, Albert Janetschek, Karl E. Jezek, Alois Kozar, Rudolf L. Kraus, Christa Krejcar, Annemarie E. Moser, Carl Egmont Paar, Helga Pankratz, Konrad E. Pannonius, Peter Plisnik, Franz Josef Reichhart, Peter Schuster, Erich Sedlak, Erwin Stöcklmayer, Elfi Strunz, Robert Trimmel, Johannes Twaroch, Rosl Vogeneder, Karl Wackerlig, Erhard Waldner, Wilhelm Waldstein, Karl L. Wiesinger, Klaus Wohlschak, Ernst Wurm, Peter Zumpf. Literaturkreis der Autoren, Januskopf, Wiener Neustadt 1987, ISBN 3-900335-20-6.